# Cantone di Rochechouart
Il Cantone di Rochechouart è una divisione amministrativa dell'arrondissement di Rochechouart.
A seguito della riforma approvata con decreto del 20 febbraio 2014, che ha avuto attuazione dopo le elezioni dipartimentali del 2015, è passato da 5 a 22 comuni.

## Composizione
I 5 comuni facenti parte prima della riforma del 2014 erano:
- Chéronnac
- Rochechouart
- Les Salles-Lavauguyon
- Vayres
- Videix

Dal 2015 i comuni appartenenti al cantone sono i seguenti 22:
- Champagnac-la-Rivière
- Champsac
- La Chapelle-Montbrandeix
- Chéronnac
- Cognac-la-Forêt
- Cussac
- Dournazac
- Gorre
- Maisonnais-sur-Tardoire
- Marval
- Oradour-sur-Vayres
- Pensol
- Rochechouart
- Saint-Auvent
- Saint-Bazile
- Saint-Cyr
- Saint-Laurent-sur-Gorre
- Saint-Mathieu
- Sainte-Marie-de-Vaux
- Les Salles-Lavauguyon
- Vayres
- Videix